# (199742) 2006 JD
199742 (2006 JD) là một tiểu hành tinh vành đai chính được phát hiện ngày 1 tháng 5 năm 2006 bởi James Whitney Young ở Đài thiên văn Núi bàn gần Wrightwood, California.